# Copa Amèrica d'hoquei sobre patins femenina 2006
Entre el 15 i el 18 de setembre del 2006 es disputà a Santiago de Xile (Xile) la primera Copa Amèrica femenina amb les seleccions d'hoquei sobre patins d'Argentina, Xile, Catalunya i Colòmbia. Els partits es van jugar al Gimnàs Olímpic de San Miguel i la competició també va servir a la majoria de seleccions com a preparació pel Campionat del Món que es va fer poc després a la mateixa seu.

## Participants
| Equips | Equips    |
| ------ | --------- |
|        | Argentina |
|        | Catalunya |
|        | Colòmbia  |
|        | Xile      |

### Argentina
| - María José Gioja - Verónica Guerrero - María Rodríguez - Leticia Corrales - Adriana Gutiérrez - Pía Carla Sarmiento |  | - Natalia Corrales - Ana María Gómez - María Luciana Agudo - Laura Victoria Tañez - Viviana Foresto |  |  |
Seleccionador: Gustavo Bueno

### Catalunya
| - Laia Salicrú (portera) - Vicky Rodríguez (portera) - Mònica Piosa - Yolanda Font - Laura Salvador |  | - Jana Verdura - Anna Romero - Berta Tarrida - Ester Nadal |  |  |
Seleccionador: Josep Enric Torner

### Colòmbia
| - Daniela Hernández (portera) - Paola Andrea Gutiérrez - Isabel Cristina Vargas - Debie León Melo - Catalina Acevedo |  | - Maria Camila Pérez - Carolina Escobar - Diana Rivas - Enqui Bello - Lina Ledesma |  |  |
Seleccionador: Diego Cañizalez

### Xile
| - Gabriela Muñoz (portera) - Loreto Sanhueza (portera) - Fernanda Urrea - Camila Méndez - Roberta Urrea - Alexa Tapia |  | - Francisca Puertas - Constanza Reyes - Tadish Prat - Marcela Bustamante - Paulina Tapia - Karin Reinhardt |  |  |
Seleccionador: Rodrigo Quintanilla

## Fase Regular
Els horaris corresponen a l'hora de Xile (zona horària: UTC-4), als Països Catalans són 6 hores més.

### Llegenda
En les taules següents:
| Pts= Punts totals PJ= Partits jugats PG= Partits guanyats PE= Partits empatats PP= Partits perduts |  | GF= Gols a favor GC = Gols en contra DG = Diferència de gols (GF-GC) Ressaltat en verd = Equip classificat per a la segona fase. |  |  |

### Classificació
| Equip     | Pts | PJ | PG | PE | PP | GF | GC | DG  |
| --------- | --- | -- | -- | -- | -- | -- | -- | --- |
| Argentina | 9   | 3  | 3  | 0  | 0  | 20 | 3  | +17 |
| Catalunya | 3   | 3  | 1  | 0  | 2  | 6  | 7  | -1  |
| Xile      | 3   | 3  | 1  | 0  | 2  | 7  | 10 | -3  |
| Colòmbia  | 3   | 3  | 1  | 0  | 2  | 6  | 19 | -13 |

### Resultats
| 15 de setembre (19:00)                                                             |      |             |                              |
| Argentina                                                                          | 13-2 | Colòmbia    | Gimnàs Olímpic de San Miguel |
| Guerrero (3), Gutiérrez (3), Agudo (2), L. Corrales, Pizarro, Sarmiento (2), Gómez |      | Acevedo (2) | Gimnàs Olímpic de San Miguel |

| 15 de setembre (20:30)  |
| Cerimònia d'inauguració |

| 15 de setembre (19:00) |     |                                |                              |
| Xile                   | 2-4 | Catalunya                      | Gimnàs Olímpic de San Miguel |
| Puertas (2)            |     | Font, Piosa, Salvador, Verdura | Gimnàs Olímpic de San Miguel |

| 16 de setembre (19:00) |     |           |                              |
| Colòmbia               | 2-1 | Catalunya | Gimnàs Olímpic de San Miguel |
|                        |     | Piosa     | Gimnàs Olímpic de San Miguel |

| 16 de setembre (20:30) |     |           |                              |
| Xile                   | 0-4 | Argentina | Gimnàs Olímpic de San Miguel |
| Agudo (3), Sarmiento   |     |           | Gimnàs Olímpic de San Miguel |

| 17 de setembre (15:30) |     |          |                              |
| Xile                   | 5-2 | Colòmbia | Gimnàs Olímpic de San Miguel |
|                        |     |          | Gimnàs Olímpic de San Miguel |

| 17 de setembre (17:00) |     |           |                              |
| Argentina              | 3-1 | Catalunya | Gimnàs Olímpic de San Miguel |
|                        |     |           | Gimnàs Olímpic de San Miguel |

## Fase Final
|  | Semifinals                                                     | Semifinals                                                     |   |                                                                | Final                                                          | Final |
|  |                                                                |                                                                |   |                                                                |                                                                |       |
|  | 18 de setembre - Santiago de Xile Gimnàs Olímpic de San Miguel |                                                                |   |                                                                |                                                                |       |
|  | Argentina                                                      | 5                                                              |   |                                                                |                                                                |       |
|  | Colòmbia                                                       | 0                                                              |   |                                                                |                                                                |       |
|  |                                                                |                                                                |   |                                                                |                                                                |       |
|  |                                                                |                                                                |   |                                                                | 18 de setembre - Santiago de Xile Gimnàs Olímpic de San Miguel |       |
|  |                                                                |                                                                |   |                                                                | Argentina                                                      | 6     |
|  |                                                                | Xile                                                           | 0 |                                                                |                                                                |       |
|  |                                                                |                                                                |   |                                                                |                                                                |       |
|  |                                                                |                                                                |   |                                                                |                                                                |       |
|  |                                                                |                                                                |   |                                                                | Tercer lloc                                                    |       |
|  | 18 de setembre - Santiago de Xile Gimnàs Olímpic de San Miguel | 18 de setembre - Santiago de Xile Gimnàs Olímpic de San Miguel |   | 18 de setembre - Santiago de Xile Gimnàs Olímpic de San Miguel | 18 de setembre - Santiago de Xile Gimnàs Olímpic de San Miguel |       |
|  | Catalunya                                                      | 1                                                              |   | Catalunya                                                      | 5                                                              |       |
|  | Xile                                                           | 4                                                              |   |                                                                | Colòmbia                                                       | 4     |

### Semifinals
| 18 de setembre (10:00) |     |          |                              |
| Argentina              | 5-0 | Colòmbia | Gimnàs Olímpic de San Miguel |
|                        |     |          | Gimnàs Olímpic de San Miguel |

| 18 de setembre (11:30) |     |      |                              |
| Catalunya              | 1-4 | Xile | Gimnàs Olímpic de San Miguel |
|                        |     |      | Gimnàs Olímpic de San Miguel |

### Tercer i quart lloc
| 18 de setembre (17:30)                 |       |                                 |                              |
| Catalunya                              | 5-4   | Colòmbia                        | Gimnàs Olímpic de San Miguel |
| Romero, Piosa, Salvador, Verdura, Diez | [ 3 ] | Acevedo, Pérez, Escobar, Vargas | Gimnàs Olímpic de San Miguel |

### Final
| 18 de setembre (19:00)                        |       |      |                              |
| Argentina                                     | 6-0   | Xile | Gimnàs Olímpic de San Miguel |
| Agudo (2), Gutiérrez (2), Guerrero, Sarmiento | [ 3 ] |      | Gimnàs Olímpic de San Miguel |

| Argentina        |
| Campió ARGENTINA |

## Classificació final
| Equip | Equip     |
| ----- | --------- |
| 1     | Argentina |
| 2     | Xile      |
| 3     | Catalunya |
| 4     | Colòmbia  |

## Premis
A la cerimònia final, a més de les campiones, es van concedir altres premis:
- Màxima golejadora:  María Luciana Agudo
- Millor jugadora:  Fernanda Urrea